# Liste der Bodendenkmäler in Kirchheim (Unterfranken)
Auf dieser Seite sind die Bodendenkmäler in der unterfränkischen Gemeinde Kirchheim zusammengestellt. Diese Tabelle ist eine Teilliste der Liste der Bodendenkmäler in Bayern. Grundlage ist die Bayerische Denkmalliste, die auf Basis des Bayerischen Denkmalschutzgesetzes vom 1. Oktober 1973 erstmals erstellt wurde und seither durch das Bayerische Landesamt für Denkmalpflege geführt wird. Die folgenden Angaben ersetzen nicht die rechtsverbindliche Auskunft der Denkmalschutzbehörde.

## Bodendenkmäler in Kirchheim
| Lage       | Objekt                                                                                      | Akten-Nr.     | Bild |
| ---------- | ------------------------------------------------------------------------------------------- | ------------- | ---- |
| (Standort) | Grabhügel vorgeschichtlicher Zeitstellung.                                                  | D-6-6324-0002 |      |
| (Standort) | Körpergräber vor- und frühgeschichtlicher Zeitstellung.                                     | D-6-6325-0005 |      |
| (Standort) | Siedlung der Hallstattzeit.                                                                 | D-6-6325-0073 |      |
| (Standort) | Teilweise verebnete Grabhügel vorgeschichtlicher Zeitstellung.                              | D-6-6325-0075 |      |
| (Standort) | Verebnete Grabhügel vorgeschichtlicher Zeitstellung.                                        | D-6-6325-0076 |      |
| (Standort) | Grabhügel vorgeschichtlicher Zeitstellung.                                                  | D-6-6325-0077 |      |
| (Standort) | Siedlung der älteren Latènezeit.                                                            | D-6-6325-0082 |      |
| (Standort) | Siedlung vor- und frühgeschichtlicher Zeitstellung.                                         | D-6-6325-0159 |      |
| (Standort) | Verebnete Grabhügel vorgeschichtlicher Zeitstellung.                                        | D-6-6325-0160 |      |
| (Standort) | Siedlung vor- und frühgeschichtlicher Zeitstellung.                                         | D-6-6325-0161 |      |
| (Standort) | Siedlung vor- und frühgeschichtlicher Zeitstellung.                                         | D-6-6325-0162 |      |
| (Standort) | Siedlung vor- und frühgeschichtlicher Zeitstellung.                                         | D-6-6325-0163 |      |
| (Standort) | Siedlung vor- und frühgeschichtlicher Zeitstellung.                                         | D-6-6325-0164 |      |
| (Standort) | Archäologische Befunde im Bereich der frühneuzeitlichen ehem. Synagoge von Kirchheim.       | D-6-6325-0172 |      |
| (Standort) | Körpergräber des Endneolithikums.                                                           | D-6-6325-0175 |      |
| (Standort) | Siedlung der jüngeren Latènezeit.                                                           | D-6-6325-0181 |      |
| (Standort) | Siedlung der Urnenfelderzeit.                                                               | D-6-6325-0182 |      |
| (Standort) | Brand- und Körpergräber der Hallstattzeit.                                                  | D-6-6325-0184 |      |
| (Standort) | Siedlung vorgeschichtlicher Zeitstellung.                                                   | D-6-6325-0187 |      |
| (Standort) | Siedlung der Urnenfelderzeit oder der Hallstattzeit.                                        | D-6-6325-0198 |      |
| (Standort) | Siedlung der Hallstattzeit.                                                                 | D-6-6325-0205 |      |
| (Standort) | Siedlung der Urnenfelderzeit oder der Hallstattzeit.                                        | D-6-6325-0211 |      |
| (Standort) | Siedlung der Hallstattzeit oder der Latènezeit.                                             | D-6-6325-0212 |      |
| (Standort) | Siedlung des Mittelneolithikums.                                                            | D-6-6325-0216 |      |
| (Standort) | Archäologische Befunde im Bereich der mittelalterlichen und frühneuzeitlichen Kath. Kirche  | D-6-6325-0222 |      |
| (Standort) | Untertägige Teile der mittelalterlichen und frühneuzeitlichen Kath. Pfarrkirche St. Stephan | D-6-6325-0224 |      |
| (Standort) | Siedlung der Metallzeiten.                                                                  | D-6-6325-0295 |      |
| (Standort) | Siedlung vorgeschichtlicher Zeitstellung.                                                   | D-6-6325-0296 |      |
| (Standort) | Siedlung vorgeschichtlicher Zeitstellung.                                                   | D-6-6325-0297 |      |
| (Standort) | Siedlung vorgeschichtlicher Zeitstellung.                                                   | D-6-6325-0298 |      |
| (Standort) | Siedlung des Mittelneolithikums.                                                            | D-6-6325-0299 |      |
| (Standort) | Siedlung der Metallzeiten.                                                                  | D-6-6325-0300 |      |